# Мохамед Бенуза
Мохамед Бенуза (араб. محمد بنوزة, нар. 26 вересня 1972, Оран) — алжирський футбольний арбітр. Арбітр ФІФА з 2001 року.
Працював на Кубку африканських націй 2006, 2008, 2010, 2012 та 2013 років.
Спочатку був обраний до списку арбітрів на чемпіонат світу з футболу 2010 у ПАР, проте виключений зі списку через нездачу тестів асистентами.